# Port Republic (Virginie)
Port Republic est une census-designated place située dans le comté de Rockingham, dans l’État de Virginie, aux États-Unis. Lors du recensement de 2020, elle comptait 408 habitants.